# Chris Silva
Chris Silva Obame Correia, né le 19 septembre 1996 à Libreville au Gabon, est un joueur gabonais de basket-ball. Il évolue aux postes d'ailier fort et pivot.

## Biographie
Bien qu'il se soit présenté à la draft 2019 de la NBA, il n'est pas sélectionné. 
Le 19 octobre 2019, il signe un contrat two-way d'une saison avec la franchise du Heat de Miami. Le 13 janvier 2020, son contrat est converti en contrat standard.
Le 25 mars 2021, il est envoyé chez les Kings de Sacramento avec Maurice Harkless contre Nemanja Bjelica. Le 27 avril 2021, il est coupé.
Le 21 décembre 2021, il signe pour 10 jours en faveur des Timberwolves du Minnesota.
Le 31 décembre 2021, il retourne au Heat de Miami pour 10 jours pour pallier l'absence de joueurs en raison de la pandémie de Covid-19,.
Le 31 janvier 2023, il signe pour 10 jours aux Mavericks de Dallas. Le 10 février 2023, il signe un second contrat de 10 jours en faveur des Mavericks de Dallas. Il est coupé le 14 février 2023.